# Kráľova hoľa
Die Kráľova hoľa (1946 m n.m., deutsch Königsberg) ist der höchste Berg im östlichen Teil der Niederen Tatra (Nízke Tatry) und stellt am östlichen Rand des Gebirges die letzte bedeutsame Erhebung dar. Somit ist der Berg auch Namensgeber für den östlichen Teil der Niederen Tatra, genannt Kráľovohoľské Tatry.
Der Name soll auf den ungarischen König Matthias Corvinus zurückgehen, welcher im 15. Jahrhundert am Berg ein Jagdrevier besaß.
Die Kráľova hoľa liegt zwischen den Gemeinden Liptovská Teplička, Vernár, Telgárt und Šumiac. 
Von letztgenanntem Ort führt eine nichtöffentliche Fahrstraße auf den Berg, auf dem seit 1960 eine Fernsehsendeanlage steht. Als Antennenträger wird ein 137,5 Meter hoher, abgespannter Stahlrohrmast verwendet. Früher besaß dieser Mast eine geschlossene Galerie, welche über eine externe Wendeltreppe zugänglich war. Aus den übrigen genannten Ortschaften sowie aus westlicher Richtung über den Hauptkamm der Niederen Tatra ist der Gipfel auf Wanderwegen zu erreichen.
An den Hängen bzw. in der unmittelbaren Umgebung entspringen vier der bedeutendsten Flüsse der Slowakei – Hron, Hornád, Hnilec und Váh (mit dem Quellfluss Čierny Váh) –, weshalb der Berg eine gewisse Bedeutung in der nationalen Identität des Landes besitzt.
Die Gipfelregion liegt oberhalb der Baumgrenze und erlaubt einen umfassenden Blick in alle Richtungen.

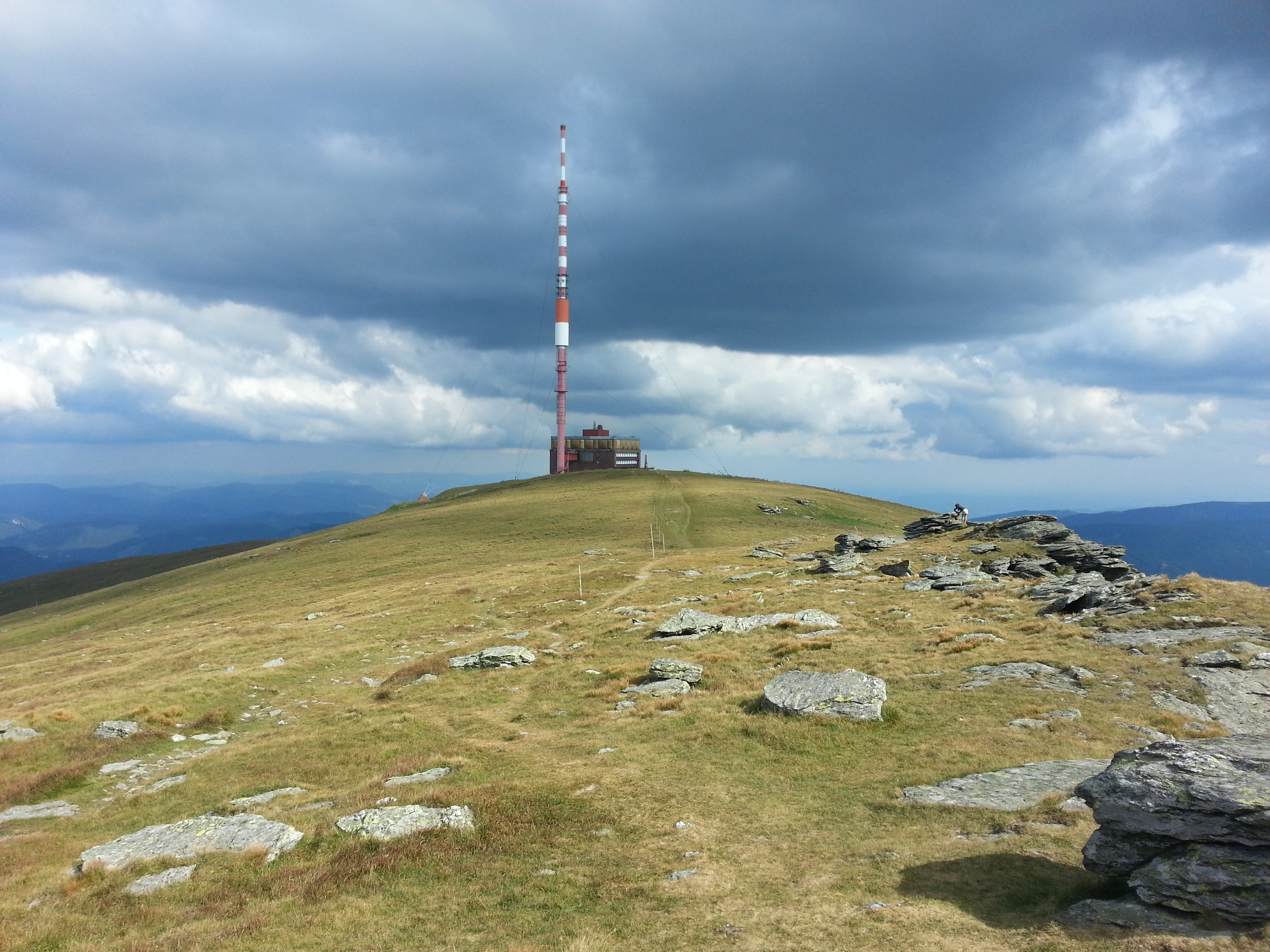
Der Gipfel des Kráľova hoľa